# Irma Thomas
Irma Thomas (Ponchatoula, 18 de fevereiro de 1941) é uma cantora norte-americana de soul e blues.
Contemporânea de Aretha Franklin e Etta James, é conhecida como a "Rainha do Soul de New Orleans". Nunca, porém, experimentou o mesmo sucesso comercial que suas colegas. Algumas canções fizeram sucesso regional, e seu único hit nacional foi "I Wish Someone Would Care", de 1963. 
Irma Thomas talvez seja mais conhecida fora de New Orleans por sua gravaçãode  "Time is On My Side", que inspirou a versão dos Rolling Stones. A canção "Pain In My Heart", de Otis Redding, foi construído sobre outra canção dela, "Ruler of My Heart".
Na série Black Mirror a música "Anyone Who Knows What Love Is (Will Understand)", é cantada cinco vezes: em "15 Million Merits" (durante o reality show), em "White Christmas" (numa cena de karaokê), em "Men Against Fire" (pela atiradora Ray) em "Crocodile" (durante o uso do relembrador) e em "Rachel, Jack and Ashley Too".
Muito de seu trabalho mais duradouro foi produzido por Allen Toussaint, da Minit Records. Ela também gravou para a Imperial, Chess e Rounder.
Irma Thomas continua ativa, apresentando-se anualmente no New Orleans Jazz and Heritage Festival. Seu clube, o Lion's Den, esteve fechado por causa dos efeitos do furacão Katrina.